# Quebra Frascos
Quebra Frascos é um bairro de Teresópolis, cidade localizada no interior do estado do Rio de Janeiro.

## Demografia
De acordo com o Instituto Brasileiro de Geografia e Estatística (IBGE), sua população no ano de 2010 era de 877 habitantes, sendo 443 mulheres (50.5%) e 434 homens (49.5%), possuindo um total de 447 domicílios.

## Cultura

#### Esportes
No bairro, ocorre a edição de "Corrida Terê 7K", havendo uma participação de mais 150 atletas, tendo quatro categorias. Este evento, é um apoio da Prefeitura, por meio da Secretaria de Esporte e Lazer.